# حشره علفی آرام
حشره علفی آرام (نام علمی: Irbisia pacifica) نام یک گونه از سرده ایربیسیا است.